# ウェストコロンビア (サウスカロライナ州)
ウェストコロンビア（英: West Columbia) は、アメリカ合衆国サウスカロライナ州のレキシントン郡にある都市。人口は1万7416人（2020年）。州都コロンビアからコンガリー川を挟んで西岸にある。コロンビアの中心、すなわち中心街地区に近く、サウスカロライナ州会議事堂や、地元では「ザ・ビスタ」と呼ばれるコンガリー・ビスタ地区にも近い。
ウェストコロンビア市の南は姉妹都市とも言える郊外都市のケイシー市と接している。

## 歴史
ウェストコロンビアは1894年にブルックランドとして法人化されたが、他にもブルックランドという町があったので、アメリカ合衆国郵便公社がこの町を「ニューブルックランド」と呼んだ。1936年コロンビア市に近いことを強調するためにウェストコロンビアと改名された。多くの企業、教会、高校が今でもブルックランドあるいはニューブルックランドという名前を冠している。
ウェストコロンビア市内にあるアメリカ合衆国国家歴史登録財に指定されているものとして、ジェルベー通り橋、マウントヘブロン禁酒ホール、ニューブルックランド歴史地区、サルーダ工場歴史地区がある。

## 地理
ウェストコロンビアはサルーダ川とコンガリー川の南と西にある。
アメリカ合衆国国勢調査局に拠れば、市域全面積は6.3平方マイル (16.3 km2)であり、このうち陸地6.1平方マイル (15.7 km2)、水域は0.2平方マイル (0.5 km2)で水域率は3.18%である。

## リバーウォーク
ウェストコロンビアの「リバーウォーク」はケイシー＝ウェストコロンビア・リバーウォークの一部であり、サウスカロライナ州立博物館とコロンビアのビスタから歩いて行ける距離にある。ビスタは住宅、レストラン、娯楽の地区である。
この公園ではコロンビアのスカイラインを望むことができるが、訪問者に最良の眺めを提供する川とほとんど遮るものの無い古代の氾濫原の森林である。
リバーウォークの全体は、市民公園と州立公園トレイルの自然美の興味深い組み合わせである。この公園体系は広く、舗装された歩道があり、車いすでも全てアクセスできる。照明があり、公園の全長にわたって緊急呼び出し箱も備えられている。

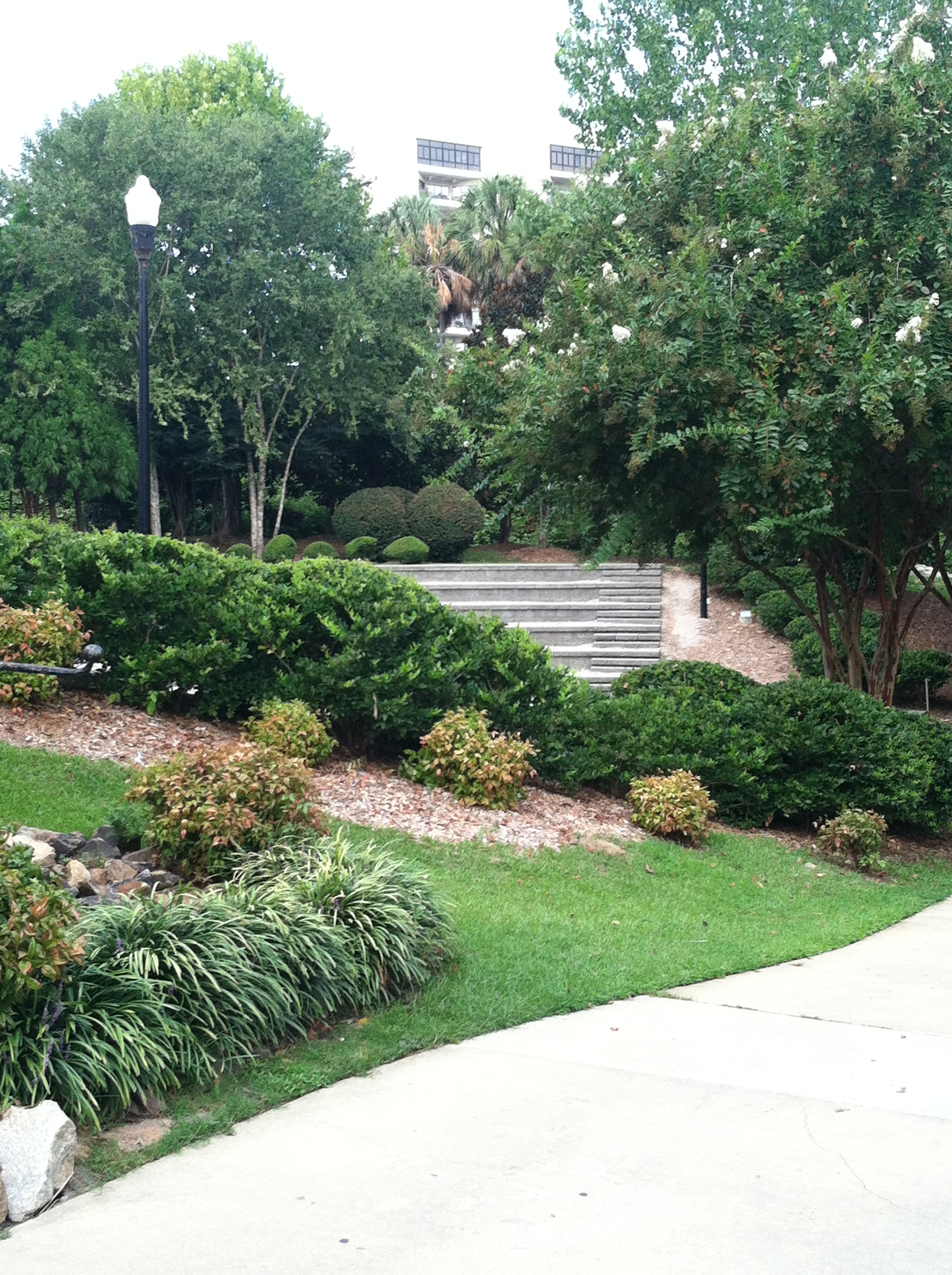
リバーウォーク公園、ワイマン・M・"マック"・リッシュ円形劇場の近く

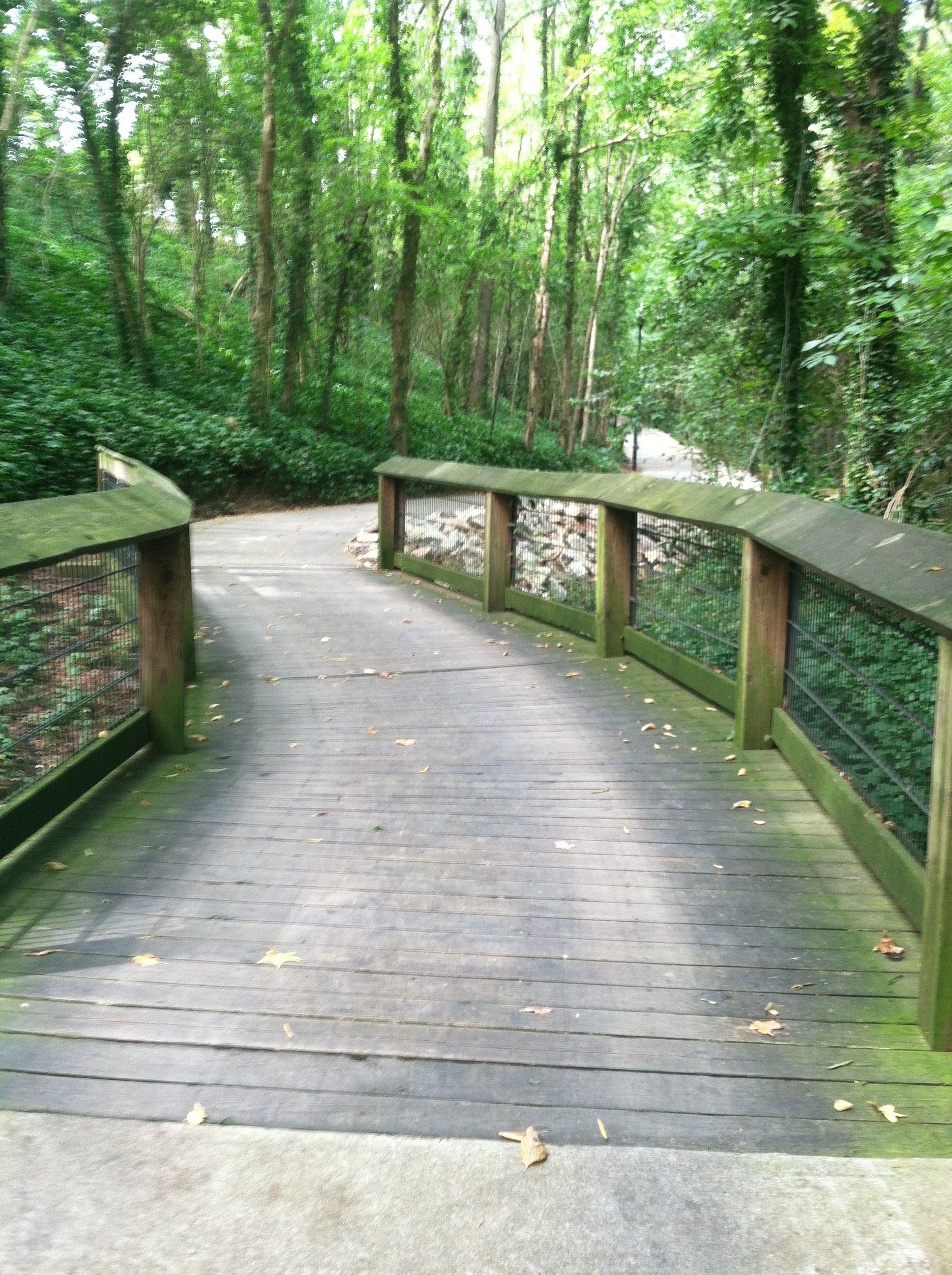
ウェストコロンビア・リバーウォーク、最北入口の近く

## 植物園
リバーバンクス動物園と庭園は川のウェストコロンビア側に入り口がある。この動物園の植物園入口はウェストコロンビア市ボタニカル・パークウェイ1300にある。

## レキシントン医療センター
ウェストコロンビア市内には地域最大の病院体系であるレキシントン医療センターがある。住所はサンセット大通り2720である。

## 教育

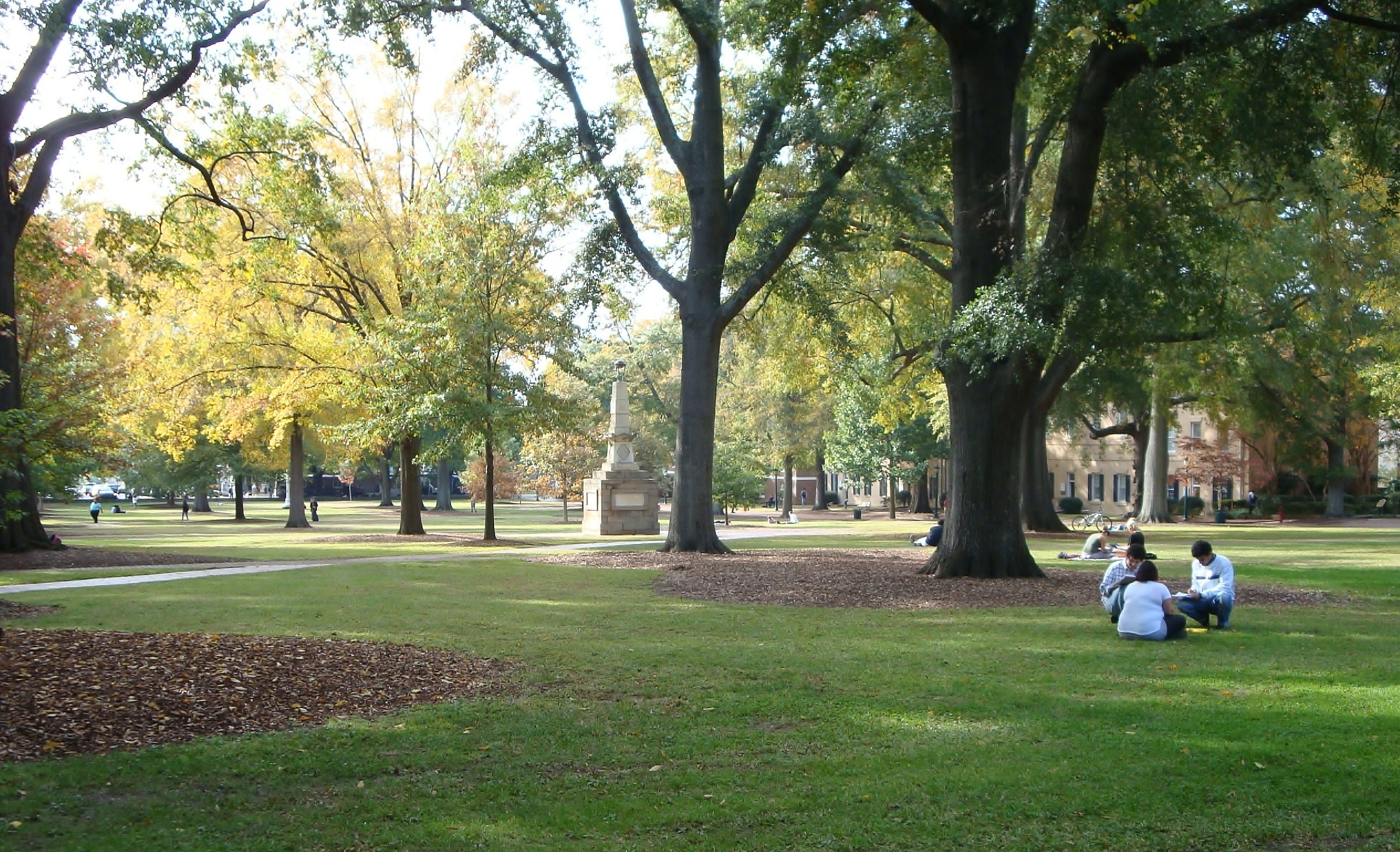
サウスカロライナ大学のホースシュー

レキシントン郡第1および第2教育学区がウェストコロンビアを管轄している。ホワイトノール高校は第1地区に住む住民に対応し、第2地区にはブルックランド・ケイシー高校と、エアポート高校の2校がある。
近くにあるサウスカロライナ大学コロンビア校は川向うにある。ミッドランズ工科カレッジもコロンビア都市圏空港に近い空港キャンパスを運営している。アレン大学とベネディクト・カレッジという昔からの黒人カレッジ2校もある。さらに私立女子教養系カレッジのコロンビア・カレッジもある。

## 交通
コロンビア都市圏空港（CAE）がコロンビア都市圏の空港でありウェストコロンビアのエアポート大通り3250にある。
この空港はサウスカロライナ州の18郡およびジョージア州の5郡のための地域のアメリカ国立気象局レーダー基地、および気象予報局としても機能している。

## 人口動態
以下は2000年国勢調査による人口統計データである。
| 基礎データ - 人口: 13,064 人 - 世帯数: 5,968 世帯 - 家族数: 3,300 家族 - 人口密度: 831.0人/km2（2,150.6 人/mi2） - 住居数: 6,436 軒 - 住居密度: 409.4軒/km2（1,059.5 軒/mi2） 人種別人口構成 - 白人: 74.54% - アフリカン・アメリカン: 19.81% - ネイティブ・アメリカン: 0.28% - アジア人: 1.71% - 太平洋諸島系: 0.02% - その他の人種: 2.04% - 混血: 1.61% - ヒスパニック・ラテン系: 4.66% 年齢別人口構成 - 18歳未満: 18.8% - 18-24歳: 10.1% - 25-44歳: 30.0% - 45-64歳: 22.1% - 65歳以上: 19.0% - 年齢の中央値: 39歳 - 性比（女性100人あたり男性の人口） - 総人口: 88.5 - 18歳以上: 86.1 | 世帯と家族（対世帯数） - 18歳未満の子供がいる: 22.0% - 結婚・同居している夫婦: 37.5% - 未婚・離婚・死別女性が世帯主: 14.3% - 非家族世帯: 44.7% - 単身世帯: 36.1% - 65歳以上の老人1人暮らし: 13.0% - 平均構成人数 - 世帯: 2.13人 - 家族: 2.76人 収入と家計 - 収入の中央値 - 世帯: 30,999米ドル - 家族: 40,253米ドル - 性別 - 男性: 30,033米ドル - 女性: 24,637米ドル - 人口1人あたり収入: 18,135米ドル - 貧困線以下 - 対人口: 16.8% - 対家族数: 12.8% - 18歳未満: 24.5% - 65歳以上: 11.4% |